# 古惑仔之決戰香港
《古惑仔之決戰香港》（英語：Street Kids: The Final Combat），是一部1999年上映的香港動作電影，本片雖名為古惑仔，但並非古惑仔的漫畫原作，並拍下多個同樣是錢小豪主演的古惑仔，本片主要是錢小豪、雷宇揚等主演。

## 劇情
小馬為黑幫老大陳叔的手下兼打手，是個得力助手，但這也惹來了陳叔另一名的手下管哥的不滿，他為了滅掉這個眼中釘，開始他的報仇計划。
一天，陳叔的賭場被一名聲稱是姓蔣的人來搗亂，把陳叔的錢也差不多贏走了，陳叔的女兒阿琳決定為父親消滅掉姓蔣那個，但他不停贏，令阿琳沒辦法贏他，這時，管哥幫阿琳贏那個人，但阿琳的朋友炎炎發現了管哥的古怪，平時管哥一輸了並不會賭，但他卻輸了幾場也照賭，但阿琳只相信賭場必定會很多事發生，是正常的。之后，陳叔因身體不好而進醫院了，但管哥這是便開始作反，他槍殺陳叔，並把他的賭場搶走，阿琳、小馬決定和管哥決一死戰...

## 人物角色
| 角色名稱 | 演員   | 配音員 | 備註                                                                                |
| -------- | ------ | ------ | ----------------------------------------------------------------------------------- |
| 小馬     | 錢小豪 | 鄧榮銾 | 馬亮 陳叔的手下兼打手 小丹的男友 管哥之天敵 被管哥陷害                              |
| 阿管     | 雷宇揚 | 李家輝 | 管哥 陳叔的手下 和阿琳不和 小馬之天敵 陷害小馬 最后被阿琳槍殺                       |
| 阿琳     | 陳素素 |        | 琳琳 陳叔的女兒 和管哥不和 暗戀小馬 最后槍殺阿管                                    |
| 阿炎     | 楊玲   |        | 阿琳的好友                                                                          |
| 阿蔣     | 曹查理 | 葉振聲 | 小馬、陳叔之天敵 被管哥顧用來去陳叔的賭場搗亂 在陳叔被殺后被小馬追殺 最后被管哥滅口 |
| 鮑魚     | 馮哲   | 李家輝 | 小馬之手下 炮哥之兄弟，被其陷害，最后反目                                           |
| 炮哥     | 徐文清 | 葉振聲 | 小馬之天敵 管哥之手下 鮑魚之兄弟，並陷害其，最后反目                                |
| 小丹     | 史尉霞 | 陸惠玲 | 小馬之女友 最后因目睹管哥槍殺陳叔而被其滅口                                         |
| 陳叔     | 陳少鵬 |        | 黑幫老大 小馬、管哥之老大 阿琳之父 最后被管哥強逼簽下把賭場給他的合約后被其滅口     |
| 平叔     | 梁少迪 | 葉振聲 | 黑幫叔父 小馬、管哥之老大 陳叔之忠心手下 和小馬合作對付叛變的管哥                   |

## 評價
本片雖然在豆瓣還沒有評價，但很多觀眾因觀看了錢小豪的脫粉三部曲，而對錢小豪深感失望，因為他們沒想到一個和林正英及李連傑合作過的人會拍下這些爛片，但錢小豪后期在威哥會館的訪問說出他自己為了養妻活兒才拍下這些爛片的，同時是為了度過這些過渡期。

## 備註
1. ↑  錢小豪的脫粉三部曲為皇者之種、殺手自由人及勝者版的古惑仔

## 外部連結
- 香港影庫上《古惑仔之決戰香港》的資料（繁體中文）
- 豆瓣电影上《古惑仔之決戰香港》的資料 （简体中文）